# Stazione di Ivano-Frankivs'k
La stazione di Ivano-Frankivs'k (in ucraino Івано-Франківськ станція?; in polacco Iwano-Frankiwsk stacja kolejowa) è il principale scalo ferroviario di Ivano-Frankivs'k nell'oblast' omonima in Ucraina.

## Storia

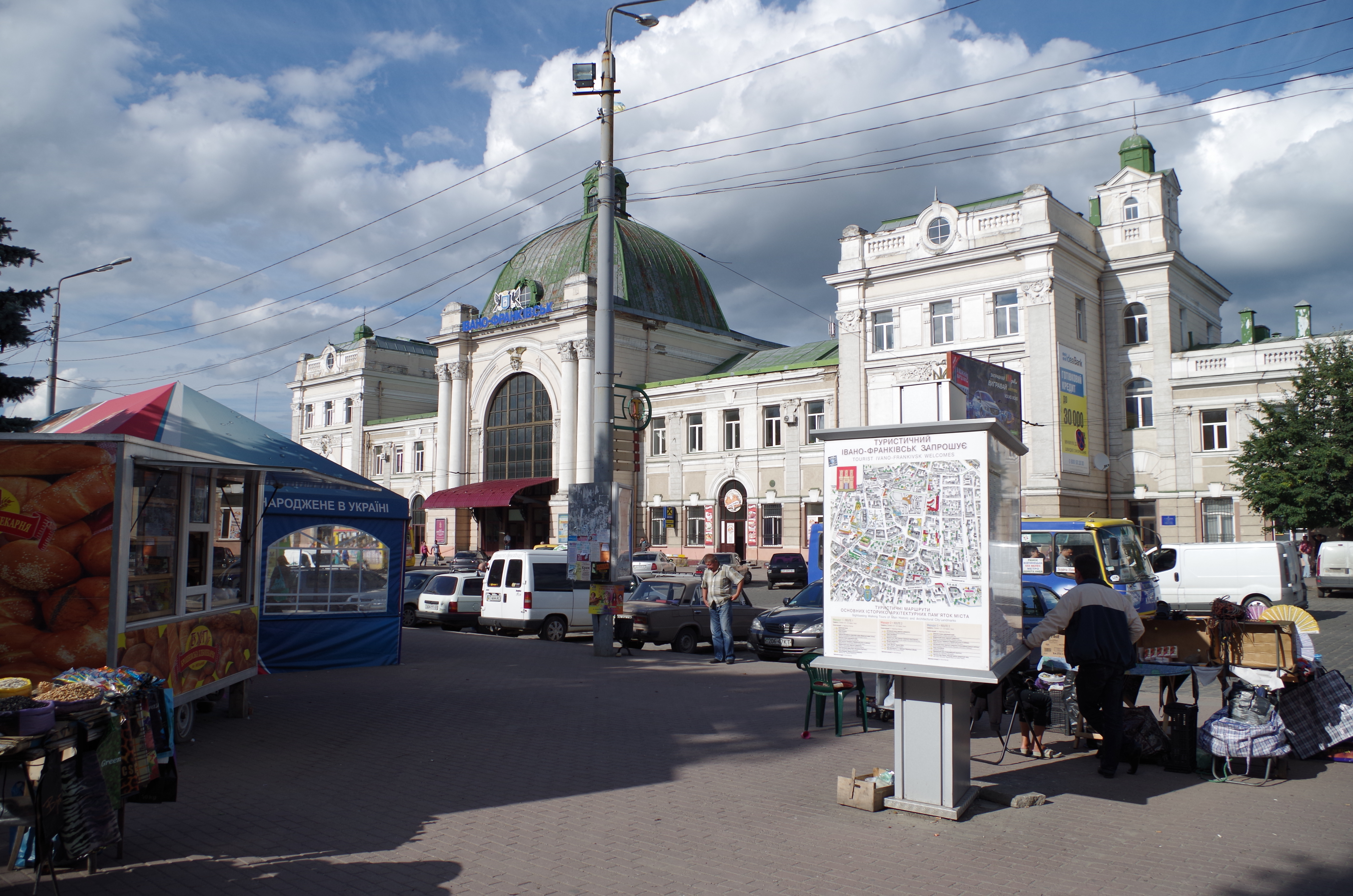
Piazza della stazione

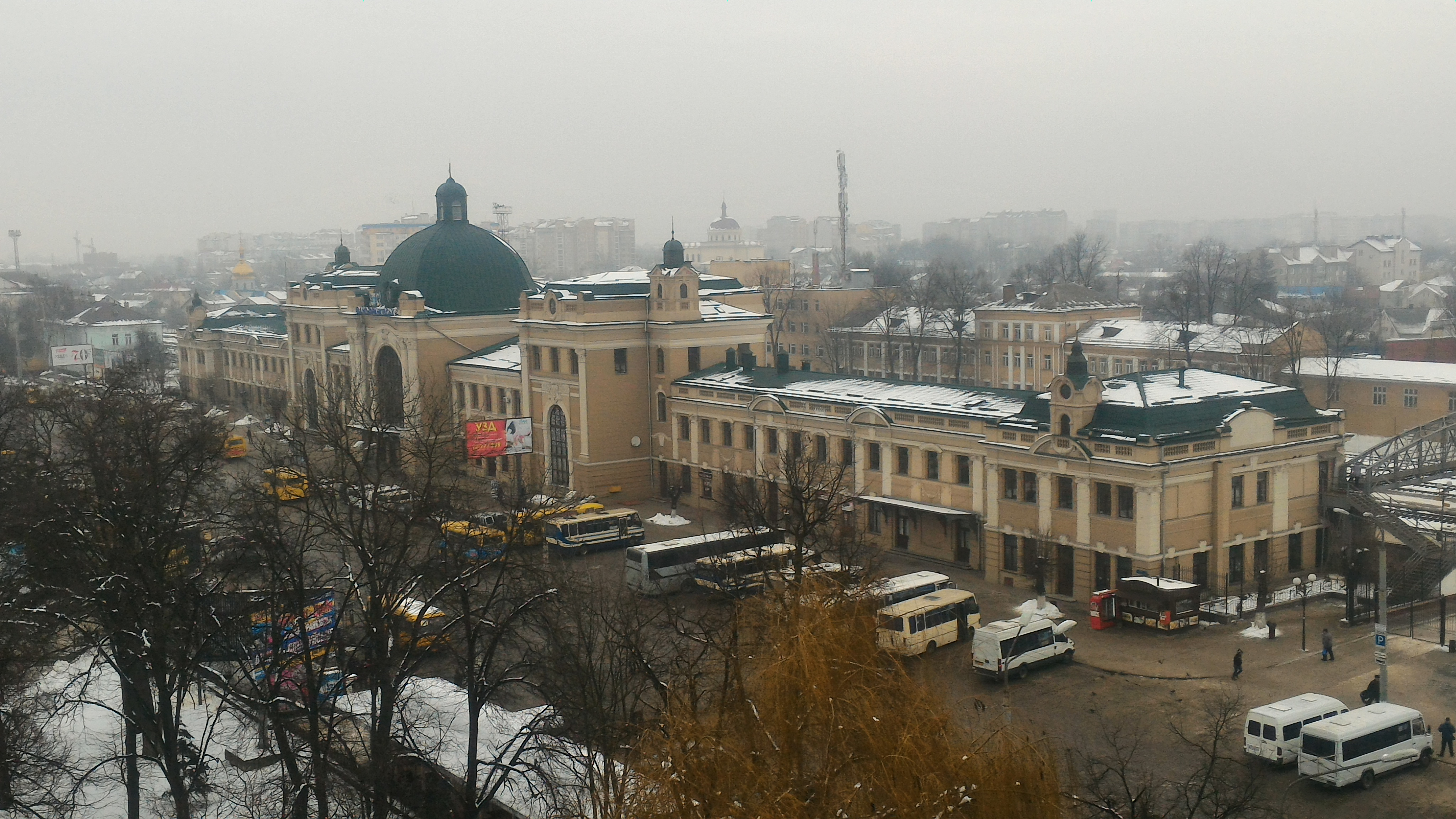
Mezzi del trasporto pubblico urbano davanti alla stazione

La stazione fu costruita nel 1866 quando ancora la città aveva il nome di Stanislav e fu legata alla nascita delle linee ferroviarie verso Leopoli e la Romania. Prima della fine del XIX secolo furono posate le ferrovie verso Stryi, Husiatyn e Voronenko. Fu il primo edificio ad avere l'illuminazione elettrica in città e le prime lampade, il 13 gennaio 1897, presero fuoco. 
Con le nuove linee fu necessario rivedere ed ampliare la struttura che quindi fu ricostruita entro il 1906.

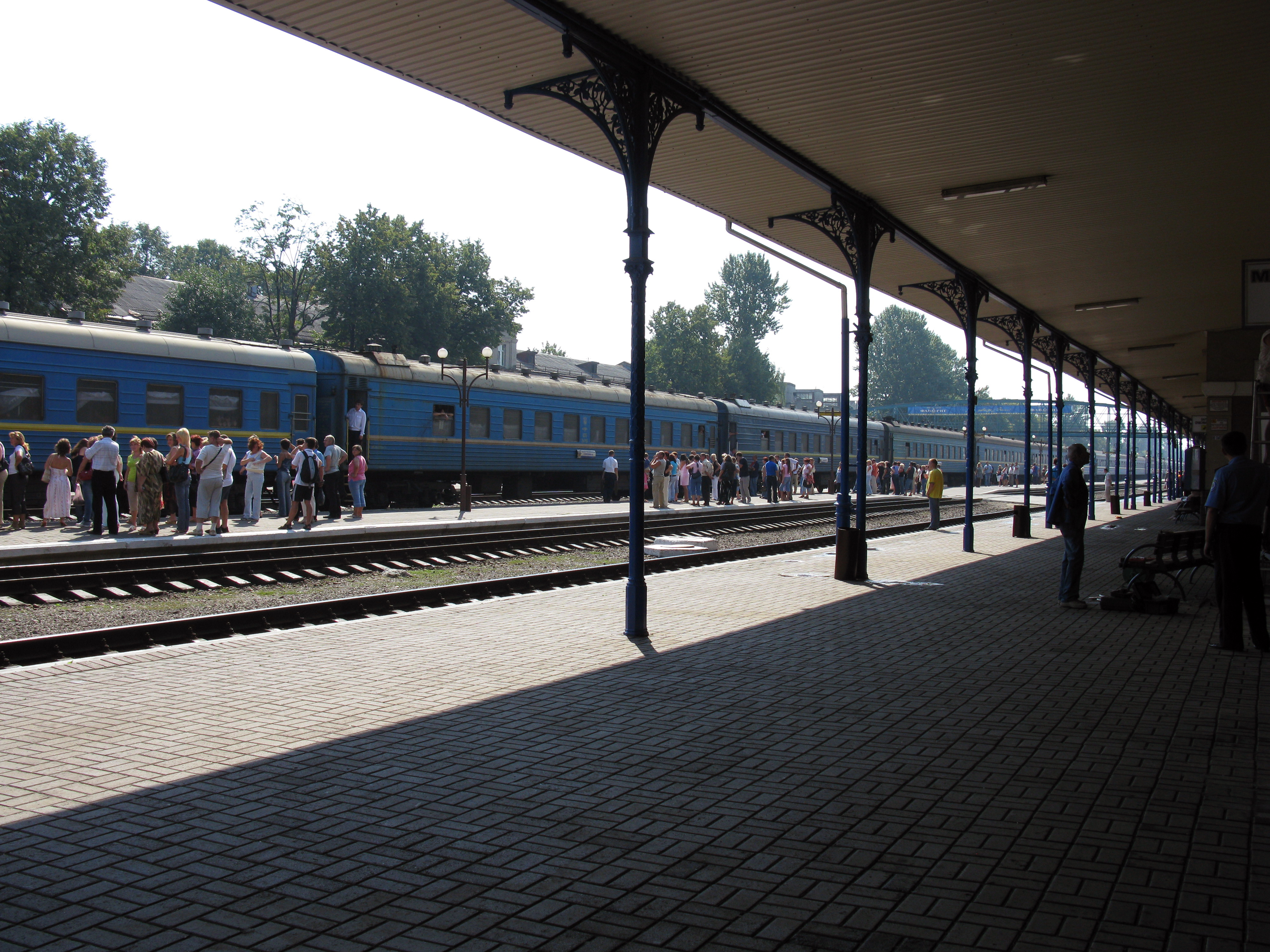
Pensilina sul lato dei binari con treno in sosta

Per anni sulla cupola della stazione fu visibile la statua raffigurante una dea alata. Nel 1999 è stata oggetto di importanti lavori di restauro e adeguamento che ne hanno modificato in parte l'aspetto. Finiti i lavori di restauro la cerimonia di inaugurazione è stata presieduta dall'allora Presidente dell'Ucraina Leonid Kučma.

## Strutture e servizi
L'edificio ha un aspetto neorinascimentale caratterizzato dalla grande cupola al centro. Si trova nella parte orientale del centro cittadino.
Dalla stazione partono linee ferroviarie dirette a Leopoli, Khodoriv, Kolomyia e molte altre destinazioni nazionali e internazionali ed è una delle stazioni a maggior traffico nell'intera Ucraina. Dal piazzale della stazione partono le principali linee di trasporto urbano cittadino.